# Дедхорс (Аляска)
Дедхорс  — немуніціпальна територія в окрузі Норт-Слоуп, Аляска, США, що розташовується вздовж Північного схилу Аляски, поблизу  Північного Льодовитого океану. Місто складається, переважно, з комплексу будівель для працівників та компаній, які працюють на довколишніх нафтових родовищах Прадхо-Бей. В Дедхорс можна потрапити по автомагістралі Далтона з Фербанкса або через аеропорт Дедхорс. Доступний для обмеженого відвідування туристами.
Постійне населення варіюється від 25 до 50 осіб. Кількість тимчасових мешканців, найманих різними місцевими фірмами, може перевищувати 3000.

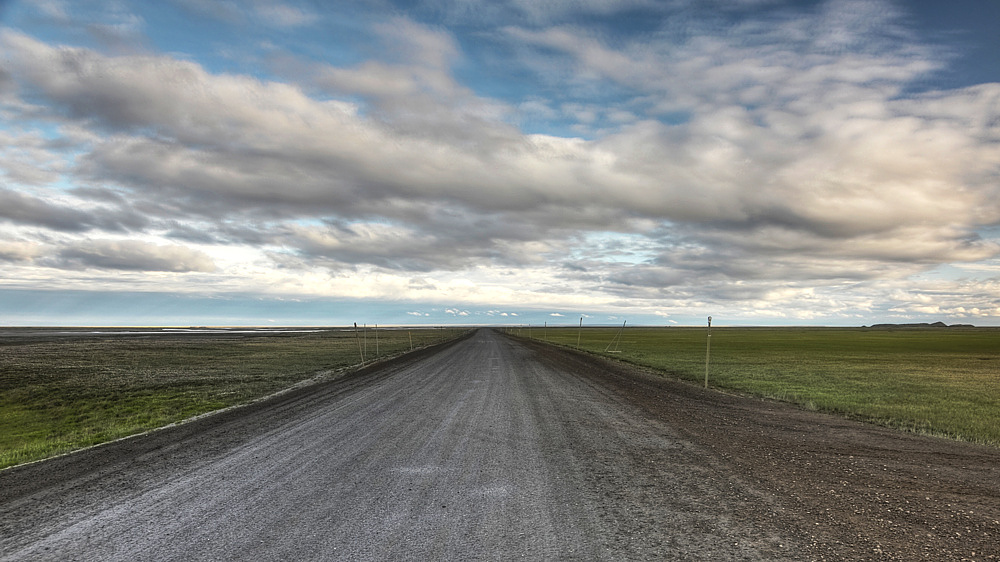
The Dalton Highway at Deadhorse (July 2010)

Компанії, що працюють в Дедхорсі, займаються розробкою найближчого нафтового родовища Прадхо-Бей та транспортуванням нафти по Трансаляскинському нафтопроводу(ТАН) до Валдизу, що розташований на узбережжі протоки Принца Вільгельма. Споруди в Дедхорсі побудовані повністю на штучних подушках з гравію та зазвичай складаються з готових модулів, доставлених туди баржами або по повітрю.
Дедхорс показаний в третьому та четвертому сезонах реаліті-шоу «Льодовий шлях далекобійника», показаному на Історичному каналі.

## Клімат
Місто знаходиться у зоні, котра характеризується континентальним субарктичним кліматом. Найтепліший місяць — липень із середньою температурою 7.6 °C (45.7 °F). Найхолодніший місяць — лютий, із середньою температурою -27.6 °С (-17.6 °F).
| Клімат Дедхорса         | Клімат Дедхорса | Клімат Дедхорса | Клімат Дедхорса | Клімат Дедхорса | Клімат Дедхорса | Клімат Дедхорса | Клімат Дедхорса | Клімат Дедхорса | Клімат Дедхорса | Клімат Дедхорса | Клімат Дедхорса | Клімат Дедхорса | Клімат Дедхорса |
| Показник                | Січ.            | Лют.            | Бер.            | Квіт.           | Трав.           | Черв.           | Лип.            | Серп.           | Вер.            | Жовт.           | Лист.           | Груд.           | Рік             |
| Середній максимум, °C   | −22,9           | −24,2           | −22,3           | −13,3           | −2,7            | 7,8             | 11,8            | 8,8             | 3               | −6,4            | −15,2           | −19,9           | −7,9            |
| Середня температура, °C | −26,8           | −27,6           | −26,4           | −17,7           | −5,7            | 4,1             | 7,6             | 5,5             | 0,3             | −8,6            | −18,7           | −23,6           | −11,4           |
| Середній мінімум, °C    | −30,6           | −30,9           | −30,6           | −22,2           | −8,8            | 0,4             | 3,5             | 2,1             | −2,4            | −10,8           | −22,3           | −27,3           | −14,9           |
| ----------------------- | --------------- | --------------- | --------------- | --------------- | --------------- | --------------- | --------------- | --------------- | --------------- | --------------- | --------------- | --------------- | --------------- |
| Джерело: Weatherbase    |                 |                 |                 |                 |                 |                 |                 |                 |                 |                 |                 |                 |                 |

## Цікаві факти
Найпівнічніша точка дорожньої мережі в Західній півкулі.